# Trichoplusia daubei
Trichoplusia daubei är en fjärilsart som beskrevs av Jean Baptiste Boisduval 1840. Trichoplusia daubei ingår i släktet Trichoplusia och familjen nattflyn. Inga underarter finns listade i Catalogue of Life.